# Маркиз де Фромиста

Герб муниципалитета Фромиста и рода Бенавидес.

Маркиз де Фромиста — испанский дворянский титул. Он был создан 20 апреля 1559 года королем Испании Филиппом II для Херонимо Бенавидеса и Базана, сеньора де Фромиста, маршала Кастилии. Он был сыном Луиса Бенавидеса, сеньора де Фромиста, и его жена Альдонсы де Базан.
Название титула происходит от названия города Фромиста в провинции Паленсия (автономное сообщество Кастилия-Леон).

## Маркизы де Фромиста
|                                                     | Титул                                                            | Период                                      |
| Креация создана королем Испании Филиппом II         | Креация создана королем Испании Филиппом II                      | Креация создана королем Испании Филиппом II |
| --------------------------------------------------- | ---------------------------------------------------------------- | ------------------------------------------- |
| I                                                   | Херонимо де Бенавидес и Базан                                    | 1559-                                       |
| II                                                  | Луис де Бенавидес и Суньига                                      |                                             |
| III                                                 | Херонимо де Бенавидес и Кортес                                   |                                             |
| IV                                                  | Луис Франсиско де Бенавидес и Кортес                             |                                             |
| V                                                   | Луис де Бенавидес и Каррильо де Толедо                           | -1668                                       |
| VI                                                  | Анна Антония де Бенавидес Каррильо де Толедо и Понсе де Леон     | 1668-1707                                   |
| VII                                                 | Хосе мария Тельес-Хирон и Бенавидес                              | 1716-1733                                   |
| VIII                                                | Мария Луиза Тельес-Хирон и Фернандес де Веласко Товар и Гусман   | 1733-1759                                   |
| IX                                                  | Андрес Мануэл Алонсо Пачеко Тельес-Хирон и Фернандес де Веласко  | 1759-1780                                   |
| X                                                   | Диего Антонио Фернандес де Веласко Лопес Пачеко и Тельес-Хирон   | 1780-1811                                   |
| XI                                                  | Бернардино Фернандес де Веласко Энрикес де Гусман и Лопес Пачеко | 1811-1851                                   |
| XII                                                 | Хосе Бернардино Фернандес де Веласко                             | 1851-1888                                   |
| Креация восстановлена королем Испании Альфонсо XIII |                                                                  |                                             |
| XIII                                                | Франсиско Санчес-Плейтес и Идальго де Кинтана                    | 1911-1914                                   |
| XIV                                                 | Мария Карлота Санчес-Плейтес и Хименес                           | 1914-1967                                   |
| XV                                                  | Анхела Мария Тельес-Хирон и Дуке де Эстрада                      | 1968-2000                                   |
| XVI                                                 | Мария де ла Грасия де солис-Бомонт и Тельес-Хирон                | 2000-2009                                   |
| XVII                                                | Франсиско Хосе Кабельо и Санчес-Плейтес                          | 2009-2009                                   |
| XVIII                                               | Франсиско Хосе Кабельо и Суарес-Гуанес                           | 2009 — настоящее время                      |

## История маркизов де Фромиста
- Херонимо де Бенавидес де Базан, сеньор и 1-й маркиз де Фромиста, маршал Кастилии.

1. Супруга — Анна Мария де Суньига. Ему наследовал их сын:

- Луис де Бенавидес и Суньига, 2-й маркиз де Фромиста.

1. Супруга — Анхела Хуана Кортес де Монрой
2. Супруга — Анхела Анна Кортес и Монрой.

Ему наследовал его сын от первого брака:
- Херонимо де Бенавидес и Кортес, 3-й маркиз де Фромиста. Ему наследовала его брат:

- Луис Франсиско де Бенавидес и Кортес, 4-й маркиз де Фромиста.

1. Супруга — Анна Каррильо де Толедо, 2-я маркиза де Карасена, 2-я графиня де Пинто. Ему наследовал их сын:

- Луис Франсиско де Бенавидес и Каррильо де Толедо (1598—1668), 5-й маркиз де Фромиста, 3-й маркиз де Карасена, 3-й граф де Пинто.

1. Супруга — Каталина Понсе де Леон и Фернандес де Кордоба. Ему наследовал их дочь:

- Анна Антония де Бенавидес Карриольо де Толедо и Понсе де Леон (1656—1707), 6-я маркиза де Фромиста, 4-я маркиза де Карасена, 4-я графиня де Пинто.

1. Супруг — Гаспар Тельес-Хирон и Сандоваль (1625—1694), 5-й герцог де Осуна, 5-й маркиз де Пенафьель, 9-й граф де Уренья. Ей наследовал их сын:

- Хосе Мария Тельес-Хирон и Бенавидес (1685—1733), 7-й герцог де Осуна, 7-й маркиз де Фромиста, 5-й маркиз де Карасена, 6-й граф де Пинто.

1. Супруга — Франсиска Бибина Перес де Гусман эль-Буэно и Сильва. Ему наследовала:

- Мария Луиза Тельес-Хирон и Фернандес де Веласко Товар и Гусман (1698—1759), 11-я маркиза де Берланга, 8-я маркиза де Фромиста, 6-я маркиза де Карасена.

1. Супруг — Франсиско Хавьер Пачеко Тельес-Хирон (1704—1750), 6-й герцог де Уседа, 6-й маркиз де Бельмонте, 3-й маркиз де Менас-Альбас, 5-й граф де ла Пуэбла-де-Монтальбан. Ей наследовал их сын:

- Андрес Мануэл Алонсо Пачеко Тельес-Хирон и Фернандес де Веласко (1728—1789), 7-й герцог де Уседа, 12-й маркиз де Берланга, 9-й маркиз де Фромиста, 7-й маркиз де Карасена, 7-й маркиз де Бельмонте, 6-й граф де ла Пуэбла-де-Монтальбан, 4-й маркиз де Менас-Альбас.

1. Супруга — Мария де ла Портерия Фернандес де Веласко, 9-я графиня де Пеньяранда-де-Бракамонте, 6-я виконтесса де Саукильо, дочь Бернардино Фернандеса де Веласко и Пиментеля, 11-го герцога де Фриаса. Ему наследовал их сын:

- Диего Антонио Фернандес де Веласко Лопес Пачеко и Тельес-Хирон (1754—1811), 13-й герцог де Фриас, 13-й герцог де Эскалона, 8-й герцог де Уседа, 13-й маркиз де Берланга, 13-й маркиз де Вильена, 11-й маркиз де Фречилья и Вильяррамьель, 10-й маркиз де Фромиста, 10-й маркиз де Харандилья, 10-й маркиз дель-Вилар-де-Граханехос, 8-й маркиз де Карасена, 8-й маркиз де Бельмонте, 7-й маркиз дель Фресно, 7-й маркиз де Тораль, 6-й маркиз де Сильеруэло, 5-й маркиз де Менас-Альбас, 18-й граф Альба-де-Листе, 18-й граф де Луна, 17-й граф де Кастильново, 16-й граф де Фуэнсалида, 15-й граф де Аро, 15-й граф де Оропеса, 14-й граф де Алькаудете, 14-й граф де Делейтоса, 10-й граф де Пеньяранда-де-Бракамонте, 9-й граф де Кольменар, 8-й граф де Пинто, 7-й граф де ла Пуэбла-де-Монтальбан, граф де Салазар-де-Веласко.

1. Супруга — Франсиска де Паула де Бенавидес и Фернандес де Кордоба, дочь Антонио де Бенавидеса и де ла Куэвы, 2-го герцога де Сантистебан-дель-Пуэрто. Ему наследовал их сын:

- Бернардино Фернандес де Веласко Пачеко и Тельес-Хирон (1783—1851), 14-й герцог де Фриас, 14-й герцог де Эскалона, 9-й герцог де Уседа, 15-й маркиз де Вильена, 14-й маркиз де Берланга, 14-й маркиз де Харандилья, 12-й маркиз де Фречилья и Вильяррамьель, 11-й маркиз дель Вилар-де-Граханехос, 11-й маркиз де Фромиста, 9-й маркиз де Бельмонте, 9-й маркиз де Карасена, 8-й маркиз дель Фресно, 6-й маркиз де Менас-Альбас, 8-й маркиз де Тораль, 7-й маркиз де Сильеруэло, 19-й граф де Альба-де-Листе, 19-й граф де Луна, 19-й граф де Делейтоса, 18-й граф де Кастильново, 17-й граф де Фуэнсалида, 16-й граф де Аро, 16-й граф де Оропеса, 15-й граф де Алькаудете, 11-й граф де Пеньяранда-де-Бракамонте, 10-й граф де Кольменар, 9-й граф де Пинто, 8-й граф де ла Пуэбла-де-Монтальбан, граф де Салазар-де-Веласко, граф де Вильяфлор.

1. Супруга — Мария Анна Тереса де Сильва Базан и Вальдштейн, дочь Хосе Хоакина де Сильва Базан и Сармьенто, 9-го маркиза де Санта-Крус-де-Мудела, 10-го маркиза дель Висо, маркиза де Байона, 6-го маркиза де Арсилькольяра, графа де Монтауто, и графа де Пь-де-Конча. Первый брак был бездетным.
2. Супруга — Мария де ла Пьедад Рока де Тогорес и Валькарсель, дочь Хуана Непомусено Рока де Тогореса и Скорсии, 1-го графа де Пиноэрмосо, 13-го барона де Риудомса
3. Супруга — Анна Хаспе и Масиас (неравный брак). От третьего брака родился внебрачный сын Хосе Мария Бернардино Сильверио, который был узаконен после женитьбы отца на его матери.

- Хосе Мария Бернардино Сильверио Фернандес де Веласко и Хаспе (20 июня 1836 — 20 мая 1888), 15-й герцог де Фриас, 15-й маркиз де Берланга, 12-й маркиз де Фромиста, 10-й маркиз де Карасена, 17-й граф де Аро.

1. Супруга с 1864 года Виктория Бальф, от брака с которой у него было трое детей: Бернардино, Гильермо и Менсия
2. Супруга с 1880 года Мария дель Кармен Пиньятелли де Арагон и Падилья.

## Восстановление титула в 1911 году
- Франсиско Санчес-Плейтес и Идальго де Кинтана (1862—1914), 13-й маркиз де Фромиста, 6-й маркиз де лос Сойдос гранд Испании 1-го класса

1. Супруга — Мария де лос Долорес де Вильяверде и де лос Хойос (? — 1892)
2. Супруга — Хосефа Хименес и Хименес.

Ему наследовала его дочь от второго брака:
- Мария Карлота Санчес-Плейтес и Хименес (1896—1967), 14-я маркиза де Фромиста, 7-я маркиза де лос Сойдос, гранд Испании 1-го класса.

1. Супруг — Педро Кабьело и Майс (? — 1973). Ей наследовала:

- Анхела мария Тельес-Хирон и Дуке де Эстрада (1925—2015), 20-я герцогиня де Медина-де-Риосеко, 19-я герцогиня де Гандия, 19-я герцогиня де Эскалона, 17-я графиня-герцогиня де Бенавенте, 16-я герцогиня де Аркос, 16-я герцогиня де Осуна, 14-я герцогиня де Уседа, 19-я маркиза де Вильена, 19-я маркиза де Льомбай, 18-я маркиза де Берланга, 18-я маркиза де Фречилья и Вильяррамьель, 15-я маркиза де Фромиста, 14-я маркиза де Бельмонте, 12-я маркиза де Хабалькинто, 12-я маркиза де Тораль, 20-я графиня де Оропеса, 20-я графиня де Уренья, 20-я графиня де Фуэнсалида, 19-я графиня де Алькаудете, 17-я графиня де Пеньяранда-де-Бракамонте, 15-я графиня де Пинто, 13-я графиня де ла Пуэбла-де-Монтальбан, графиня де Салазар-де-Веласко.

1. Супруг — Педро де Солис-Бомонт и Лассо де ла Вега, маркиз де Валенсиана и маркиз де лас Торрес и де ла Пресса (1916—1959)
2. Супруг — Хосе Марию де ла Торре и Монтальво, 6-й маркиз де Монтемусо и 8-й маркиз де Алькантара-дель-Куэрво (1923—1991)

Ей наследовала вторая дочь от первого брака:
- Мария де ла Грасия де Солис-Бомонт и Тельес-Хирон (род. 1957), 19-я герцогиня де Пласенсия, 16-я маркиза де Фромиста. В 2009 году была лишена титула маркизы де Фромиста

1. Супруг — Карло Эммануэле Мария Русполи (род. 1949), «3-й герцог де Мориньяно». Её сменил сын 14-й маркизы де Фромиста:

- Франсиско Хосе Кабельо и Санчес-Плейтес (? — 2010), 17-й маркиз де Фромиста, 8-й маркиз де лос Сойдос, гранд Испании 14-го класса.

1. Супруга — Мария дель Кармен Суарес-Гуанес и Гонсалес де ла Рива (? — 2000). Ему наследовал 28 апреля 2009 года их сын:

- Франсиско Хосе Кабельо и Суасес-Гуанес, 18-й маркиз де Фромиста (с 2009 года),[1] 9-й маркиз де лос Сойдос и гранд Испании (с 20 апреля 2011 года).[2]